# INEOS Insight
INEOS Insight — перший у світі багатоцільовий газовий танкер з трипаливним двигуном, здатним використовувати зріджений природний газ (ЗПГ) та етан (та взагалі перше судно з двигуном на етані).
«Сланцева революція» в США призвела до появи на ринку великих об'ємів етану, міжнародна торгівля яким до того обмежувалась окремими операціями в Північному морі. Для транспортування цього газу на нафтохімічні підприємства Європи компанія Evergas розпочала будівництво серії із восьми танкерів класу Драгон. При цьому вони створювались як багатоцільові, з розрахунку на участь у транспортуванні малих партій ЗПГ. Попит на останні операції зокрема зростає на тлі поширення технології суден з двигунами на зрідженому природному газі (до яких відносяться і самі газовози класу Драгон).
INEOS Insight замовили у січні 2013 року на китайській верфі Sinopacific Offshore&Engineering. Закладене у червні 2014-го, судно спустили на воду в жовтні того ж року та завершили будівництвом у травні 2015-го. Його першочерговою задачею стала доставка етану на заводи хімічної корпорації INEOS в норвезькому Рафнесі та шотландському Гренджмуті (саме INEOS Insight у вересні 2016-го доправив першу партію етана до Гренджмута).
INEOS Insight має 3 вантажні танки (2 дводольні та один конічної форми) загальним об'ємом 27566 м3 та може перевозити різноманітні вантажі, включаючи ЗПГ, зріджені етан/етилен (ЗЕГ), ЗНГ та хімічні продукти (пропілен, вінілхлорид, бутилен, бутадієн, диметиловий етер). Для вантажу забезпечується охолодження до -163 °C (потрібне для перевезення ЗПГ) та  транспортування під тиском до 4,5 бар (для зрідженого нафтового газу).
Важливою особливістю судна є його енергетична установка, яка включає два багатопаливні двигуни Wärtsilä 50DF потужністю по 5,85 МВт. Можливо відзначити, що за кілька місяців до завершення INEOS Insight шляхом конверсії вже створили багатоцільовий газовоз із двигуном, здатним споживати ЗПГ — Coral Anthelia. Проте INEOS Insight став не просто першим одразу запроектованим на використання цього палива, але і першим судном в історії з трипаливним двигуном — враховуючи спектр очікуваного вантажу, окрім традиційних нафтопродуктів та ЗПГ він може використовувати етан. Зменшення споживання нафтопродуктів дозволяє значно скоротити викиди шкідливих речовин (сполук сірки, оксидів азоту, діоксиду вуглецю).